# سازمان فرزندپروری داوطلبانه
سازمان فرزندپروری داوطلبانه (به انگلیسی: Voluntary Parenthood League) (با نام اختصاری:وی‌پی‌ال؛ VPL) نام یک سازمان در ایالات متحده آمریکا بود که در دوران جنبش پیشگیری از بارداری ایالات متحده به طرفداری از پیشگیری از بارداری می‌پرداخت. این سازمان در سال ۱۹۱۹ و توسط مری دنت تأسیس شد.وی‌پی‌ال رقیب سازمان پیشگیری از بارداری آمریکا که متعلق به مارگارت سنگر بود به‌شمار می‌آمد. سازمان وی‌پی‌ال با انجام لابی‌گری سعی کرد تا قوانین ضد پیشگیری از بارداری را تغییر دهد. در سال ۱۹۲۵ میلادی سازمان فرزندپروری داوطلبانه با سازمان پیشگیری از بارداری آمریکا ادغام شد.